# Joel Chandler Harris
Joel Chandler Harris, född 9 december 1848 i Eatonton, Georgia, död 3 juli 1908 i Atlanta, Georgia, var en amerikansk journalist och författare.
Harris är främst känd för sina historier om Onkel Remus där denne berättar afro-amerikanska folksagor om Bror Kanin och andra djur.

## Tidiga år
Harris växte upp hos sin ensamstående mor på landsbygden i den amerikanska södern. Hon väckte hans intresse både för skönlitteratur och för sydstatstraditioner. Som fjortonåring fick han anställning hos plantageägaren, juristen och tidningsmannen Joseph Addison Turner. Han arbetade i Turners tryckeri och fick även skriva bokrecensioner och annat i dennes veckotidning, The Countryman. Turner var en intellektuell person och hade ett omfattande bibliotek som Harris hade fri tillgång till. På den stora plantagen Turnwold arbetade tjugofem svarta slavar och Harris umgicks mycket med dem, lärde sig deras dialekt och uttryckssätt. Han tog del av deras många sagor och berättelser och annan folklore. Detta var under det amerikanska inbördeskriget, men kriget berörde Harris väldigt lite, ”de lugnaste åren i mitt liv” skrev han senare. Han kunde se tillbaka på den här tiden med både ambivalens och nostalgi. Han hade själv en osäker position mellan plantageägaren och slavarna. Han hade respekt för de svarta men kunde ha en överdrivet ljus bild av deras tillvaro.
Från 1866 och framåt arbetade Harris som journalist på olika tidningar i Georgia (och i New Orleans) och blev känd i delstaten som folklorist och humorist. Han gifte sig 1873 med Esther LaRose och paret fick med tiden nio barn. 1876-1900 satt han i ledningen för den progressiva dagstidningen Atlanta Constitution. Hans ledare handlade ofta om rasrelationer i Sydstaterna, men också om sydstatslitteratur. 

## Onkel Remus-historier

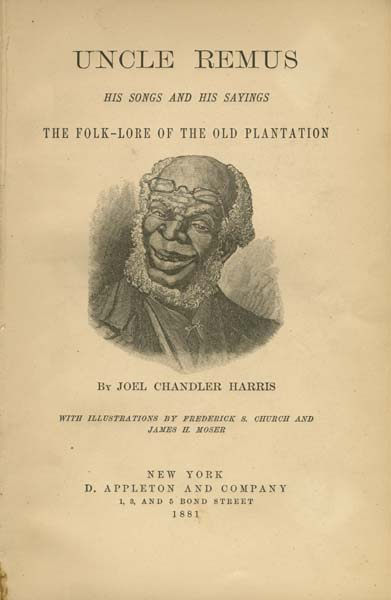
Den första boken om Onkel Remus

Det var i The Constitution som Harris började publicera korta berättelser om gammal slav, Onkel Remus (Uncle Remus). De var först riktade till en vuxen läsekrets, men när Harris senare vände sig till barn och lät Onkel Remus berätta fabler om djur blev han berömd på allvar, inte bara i Atlanta utan mycket snabbt i hela USA. De folkloristiska detaljerna drog till sig intresse från akademiska forskare. Historierna hade han hört de svarta slavarna och plantagearbetarna berätta, folksagor som de fört med sig från Afrika. Harris brukade hävda att han själv bara sammanställt berättelserna, men i verkligheten broderade han ut och vävde samman de korta episoder han hört. 
Gestalten ”Onkel Remus” var sammansatt av flera äldre svarta plantagearbetare som Harris mött. Remus var en klok och godmodig gammal man med humor och värme. Han berättade sagorna för en vit pojke, kanske sonen till plantageägaren, och han använde ett språk och ett uttryckssätt som var vanligt bland de svarta. ”Hjälten” var ofta ”Bror Kanin” (Brer Rabbit), en sorts trickster. Intrigen gick vanligen ut på hur man skaffade sig livets nödvändigheter, exempelvis mat, eller hur man undvek att själv bli mat. Skurken som skulle luras var ofta Bror Varg eller Bror Räv som ville äta upp Bror Kanin. Fablerna visade hur den svage och socialt underlägsne kunde segra genom list. Bror Kanin hade inga övermänskliga eller magiska gåvor. Han kunde vara dumdristig och högmodig, han kunde göra förbjudna saker och hade inte alltid den bästa moralen (”fullblodsegoist” enligt en recensent), men han segrade genom sin uppfinningsrikedom.
1880 samlade Harris ett antal sådana här berättelser tillsammans med några nyskrivna i boken Uncle Remus – his songs and sayings. (I boken anges tryckåret 1881, men den kom ut lagom till julhandeln 1880.) Boken blev en omedelbar succé.
Harris fortsatte att skriva om Onkel Remus, Bror Kanin och andra djur. Med tiden blev det 185 historier som samlades i åtta böcker. De har genom åren kommit ut i många nya upplagor och översatts till många språk. Andra författare har bearbetat Onkel Remus språk så att det blivit lättare att förstå. På 1940-talet kom två samlingar på svenska i översättning av John O. Ericsson, Bror Sköldpadda var knepigast - Onkel Remus berättar om Bror Räv och Bror Kanin och de andra djuren (1942) och Bror Kanin klarar sig alltid (1944). 1990 utkom samlingen Onkel Remus berättar sagor om Bror Kanin, översättning av Mona Eriksson. 
| ”                                           | One evening recently, the lady whom Uncle Remus calls "Miss Sally" missed her little seven-year-old. Making search for him through the house and through the yard, she heard the sound of voices in the old man's cabin, and, looking through the window, saw the child sitting by Uncle Remus. His head rested against the old man's arm, and he was gazing with an expression of the most intense interest into the rough, weather-beaten face, that beamed so kindly upon him. This is what "Miss Sally" heard: "Bimeby, one day, atter Brer Fox bin doin' all dat he could fer ter ketch Brer Rabbit, en Brer Rabbit bein doin' all he could fer ter keep 'im fum it, Brer Fox say to hisse'f dat he'd put up a game on Brer Rabbit, en he ain't mo'n got de wuds out'n his mouf twel Brer Rabbit came a lopin' up de big road, lookin' des ez plump, en ez fat, en ez sassy ez a Moggin hoss in a barley-patch.” | „ |
| – ur "Uncle Remus initiates the Little Boy" | |   |

Berättelserna har även blivit en film, producerad av Walt Disney. Sången om Södern (Song of the South) hade amerikansk premiär 1946. I filmen förekommer både levande skådespelare och tecknade inslag. Sången Zip-a-Dee-Doo-Dah fick en Oscar som bästa sång 1947, men filmen har också fått kritik för sin stereotypa rasskildring.

## Senare år

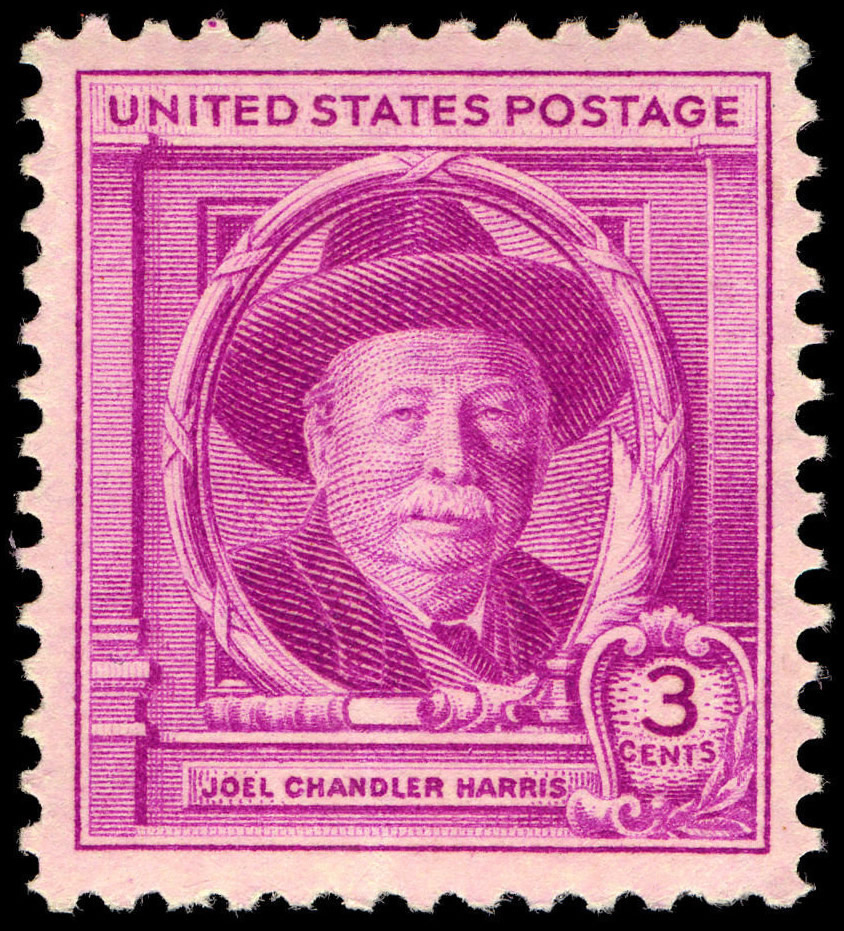
Amerikanskt frimärke från 1948

Joel Chandler Harris var intensivt verksam som skribent. Vid sidan om sitt arbete som redaktör på Atlanta Constitution publicerade han berättelser i olika tidningar och gav ut många böcker både för barn och för vuxna. Vid slutet av 1800-talet var han, vid sidan av Mark Twain, den mest populäre amerikanske författaren. Berömmelsen vilade främst på böckerna om Onkel Remus. Man beundrade inte minst hur han behärskade de svartas idiom och hans kännedom om deras folklore. 
Hans övriga böcker, i synnerhet romanerna, blev mindre uppskattade även om deras lokalfärg lovordades. Ofta hade dessa romaner outsiders som protagonister. Det kunde vara svarta frigivna slavar eller enkla vita småbönder. Romanerna kritiserades för att vara sentimentala och ha osannolika intriger. Tendensen var konservativ. Författaren tog avstånd från tidens ”framstegs-kult”. Sympatierna låg hos den enkle bonden och riktade sig mot godsägare, industrialister och materialism.
Genom sina tidningskrönikor om rasrelationer kom hans samtid att uppfatta honom som en auktoritet i frågan. Ett århundrade senare är det ingen som ser det på det viset. I berättelserna framgår det att han idylliserade de svarta slavarnas liv på plantagen, att han såg med sympati på de svarta men också att han menade att de var underlägsna de vita.
År 1900 slutade Harris på The Constitution men han fortsatte att skriva; journalistik, följetonger och kortare berättelser. Han blev 1905 invald i American Academy of Arts. 1907-1908 gav han tillsammans med en av sina söner ut Uncle Remus’s Magazine. Tidskriften innehöll mycket material som han tidigare hade publicerat. I början av 1900-talet präglades journalistiken i USA av sensationsskriverier, men Harris höll fast vid sin enkla och vänliga stil. Det kunde dock finnas mörkare undertoner i berättelserna. Privat försökte han visa upp en gladlynt bild av sig själv, men det var delvis en fasad han satte upp för att dölja bristande självförtroende. Hans sista år präglades av sjuklighet och perioder av alkoholmissbruk.